# 1905年香港
|        | 香港歷史 \| 香港歷史年表                                                                                                   |
| 世紀： | 19世紀香港 \| 20世紀香港 \| 21世紀香港                                                                                     |
| 年代： | 1870年代香港 \| 1880年代香港 \| 1890年代香港 \| 1900年代香港 \| 1910年代香港 \| 1920年代香港 \| 1930年代香港               |
| 年份： | 1901年香港 \| 1902年香港 \| 1903年香港 \| 1904年香港 \| 1905年香港 \| 1906年香港 \| 1907年香港 \| 1908年香港 \| 1909年香港 |
| 紀年： | 乙巳年（蛇年）、香港開埠64周年                                                                                             |

## 大事記
- 1月12日，荷里活道168號發生大火，3人死亡。[1]
- 1月24日，港府訂立新界土地官契。
- 3月3日，郵政局大樓地瞽地基打椿擊斃一名工人。[2]
- 5月8日，尖沙咀天主教玫瑰堂新聖堂落成啟用。
- 6月4日，有所謂報創刊。
- 7月1日：
  - 香港花旗火柴公司全廠停工，抵制美貨。
  - 連接港島及九龍的海底電纜鋪成。[3]
- 7月22日，《有所謂報》發表《抵制美約非常要告》告示。[3]
- 9月9日，港府與湖廣總督張之洞簽約，以貸款110萬英鎊贖回粵漢鐵路。[3]
- 9月，立法局通過修築九廣鐵路決定，並開始路軌測量工作。
- 10月16日，中國同盟會香港分會成立。
- 11月5日，荷蘭銀行在港設立分行。
- 11月23日，親清廷刺客企圖暗殺香港報人革命家鄭貫公，未成。[3]
- 12月，德臣西報建議在香港建立「帝國大學」。[3]
- 本年：
  - 新界理民官官邸於大埔元洲仔落成。
  - 英國殖民地部頒令，全港學校增設衛生一科。
  - 金鐘海軍船塢首個水塢建成。
  - 昂船洲再建成炮台。
  - 香港首間電影院比照影畫院於雲咸街落成。
  - 旺角消毒處建成。
  - 香港衛生專科學校成立。
  - 上環九如坊及美輪街落成。
  - 延長西半山羅便臣道及尖沙咀梳士巴利道。
  - 中華基督教會全完堂在荃灣創立。
  - 第三代郵政局大樓動工興建。
  - 香港仔創設中英文學校。
  - 馬灣及汲水門燈塔建成。
  - 全港共有警察1,018人，其中華警503人、印警382人、歐警133人。[3]
  - 政府財政收入為692萬，支出695萬。[3]
  - 總人口為377,840人，外國人佔17,977名。[3]

## 出生人物
- 3月7日－利銘澤，香港政商界人物，利希慎家族成員，利希慎長子，港英時代曾任行政局首席華人非官守議員。
- 10月16日－李惠堂，被譽為中國足球球王，中華民國足球代表隊主要成員。

## 逝世人物
- 11月11日，庇理羅士（67歲），著名猶太裔商人。